# (34875) 2001 US22
2001 US22 (asteroide 34875) é um asteroide da cintura principal. Possui uma excentricidade de 0.16491380 e uma inclinação de 13.89811º.
Este asteroide foi descoberto no dia 17 de outubro de 2001 por LINEAR em Socorro.